# درو إدموندسون
درو إدموندسون (بالإنجليزية: Drew Edmondson)‏ هو محامي أمريكي، ولد في 12 أكتوبر 1946 في واشنطن العاصمة في الولايات المتحدة.